# Polina Astachova
Polina Grigorjevna Astachova (Oekraïens: Поліна Григорівна Астахова, Russisch: Полина Григорьевна Астахова) (Zaporizja, 30 oktober 1936 - Kiev, 5 augustus 2005) is een voormalig turnster uit de Sovjet-Unie (tegenwoordig Oekraïne). Ze vertegenwoordigde haar vaderland op de Olympische Zomerspelen 1956 in Melbourne, de Olympische Zomerspelen 1960 in Rome en de Olympische Zomerspelen 1964 in Tokio.
Na haar topsport carrière was Astachova de nationale coach van Sovjet-Russische en Oekraïens vrouwenteam. Verder kreeg ze in 2002 een plaats in de 'International Gymnastics Hall of Fame'.
Op 68-jarige leeftijd overleed Astachova aan een longontsteking. Ze ligt begraven op de Bajkove-begraafplaats.

## Resultaten

### Olympische Zomerspelen
| Jaar | Plaats    | Resultaten |
| ---- | --------- | --- |
| 1956 | Melbourne | Team meerkamp · 17e Individuele meerkamp · Team rithmische gymnastiek · 50e Sprong · 9e Brug ongelijk · 13e Balk · 13e Vloer |
| 1960 | Rome      | Team meerkamp · Individuele meerkamp · 6e Sprong · Brug ongelijk · Vloer                                                     |
| 1964 | Tokio     | Team meerkamp · Individuele meerkamp · Brug ongelijk · 4e Balk · Vloer                                                       |

### Wereldkampioenschappen
| Jaar | Plaats   | Resultaten                                                            |
| ---- | -------- | --------------------------------------------------------------------- |
| 1958 | Moskou   | Team meerkamp · 7e Individuele meerkamp · Brug ongelijk               |
| 1962 | Praag    | Team meerkamp · 8e Individuele meerkamp · 4e Brug ongelijk · 4e Vloer |
| 1966 | Dortmund | Team meerkamp · 13e Individuele meerkamp · 5e Brug ongelijk           |

### Europese kampioenschappen
| Jaar | Plaats  | Resultaten                                          |
| ---- | ------- | --------------------------------------------------- |
| 1959 | Krakau  | 7e Individuele meerkamp · Balk                      |
| 1961 | Leipzig | Individuele meerkamp · Brug ongelijk · Balk · Vloer |

### Top scores
Hoogst behaalde scores op mondiaal niveau (Olympische Spelen of Wereldkampioenschap finales).
| Onderdeel            | Score  | Wedstrijd                   | Locatie |
| -------------------- | ------ | --------------------------- | ------- |
| Individuele meerkamp | 76.965 | Olympische Zomerspelen 1964 | Tokio   |
| Sprong               | 18.716 | Olympische Zomerspelen 1960 | Rome    |
| Brug ongelijk        | 19.616 | Olympische Zomerspelen 1960 | Rome    |
| Balk                 | 19.366 | Olympische Zomerspelen 1964 | Tokio   |
| Vloer                | 19.532 | Olympische Zomerspelen 1960 | Rome    |

- Astachova turnde 19.032 op sprong op de kwalificatie van de Olympische Zomerspelen  1964.
- Astachova turnde 19.633 op de brug ongelijk op de kwalificatie van de Olympische Zomerspelen 1960.